# Axel Sola
Axel Pierrick Sola (ur. 17 września 1997) – francuski zawodnik mieszanych sztuk walki (MMA). W latach 2017-2019 medalista amatorskich mistrzostw. Od 15 grudnia 2023 roku mistrz federacji Ares FC w wadze lekkiej. Wcześniej walczył dla bahrajńskiej federacji Brave CF.

## Osiągnięcia

### Mieszane sztuki walki
- 2017: Mistrzostwa Świata w wadze półśredniej –  srebrny medal[3]
- 2018: Mistrzostwa Europy w wadze półśredniej –  złoty medal[3]
- 2018: Mistrzostwa Świata IMMAF(inne języki) w wadze półśredniej,  srebrny medal[3]
- 2019: Mistrzostwa Europy w wadze średniej,  brązowy medal[3]
- 2019: Mistrzostwa Oceanii w wadze półśredniej średniej,  złoty medal[3]
- 2019: Mistrzostwa Panamerykańskie w wadze półśredniej średniej,  złoty medal[3]
- 2019: Mistrzostwa Afryki w wadze średniej,  srebrny medal[3]
- 2023: Mistrz Ares FC w wadze lekkiej[4][4]

## Lista zawodowych walk w MMA
| Wynik   | Bilans | Przeciwnik (bilans przed walką) | Rozstrzygnięcie                      | Runda | Czas | Rozgrywki                             | Data       | Miejsce          | Uwagi                                                         |
| ------- | ------ | ------------------------------- | ------------------------------------ | ----- | ---- | ------------------------------------- | ---------- | ---------------- | ------------------------------------------------------------- |
| Wygrana | 10-0-1 | Ghiles Oudelha (16-7)           | Decyzja (jednogłośna)                | 5     | 5:00 | Ares FC 31: Sola vs. Oudelha          | 14.06.2025 | Marsylia         | Obronił pas mistrzowski Ares FC w wadze lekkiej. Main Event   |
| Wygrana | 9-0-1  | Lucas Caio (12-5)               | TKO (łokcie z krucyfiksa)            | 2     | 3:43 | Ares FC 28: Sola vs. Caio             | 18.01.2025 | Nicea            | Obronił pas mistrzowski Ares FC w wadze lekkiej. Main Event   |
| Wygrana | 8-0-1  | Soslan Gagloev (5-0)            | TKO (ciosy pięściami w parterze)     | 2     | 4:59 | Ares FC 25: Sola vs. Gagloev          | 26.09.2024 | Paryż            | Obronił pas mistrzowski Ares FC w wadze lekkiej. Main Event   |
| Remis   | 7-0-1  | Daguir Imawow (15-3-1)          | Remis (większościowy)                | 5     | 5:00 | Ares FC 22: Sola vs. Imavov           | 14.06.2024 | Paryż            | Zachował pas mistrzowski Ares FC w wadze lekkiej. Main Event  |
| Wygrana | 7-0    | Turpal Younousov (4-0)          | TKO (ciosy pięściami)                | 4     | 4:22 | Ares FC 18: Augen vs. Shiguemoto      | 15.12.2023 | Levallois-Perret | Zdobył pas mistrzowski Ares FC w wadze lekkiej. Co-Main Event |
| Wygrana | 6-0    | Cesar Arzamendia (9-5)          | TKO (łokcie)                         | 3     | 3:33 | Ares FC 16: Chamsoudinov vs. Escudero | 23.06.2023 | Paryż            | Debiut w Ares FC.                                             |
| Wygrana | 5-0    | Matheus Miranda (4-0)           | TKO (ciosy pięściami)                | 2     | 0:34 | Brave CF 68                           | 17.12.2022 | Düsseldorf       |                                                               |
| Wygrana | 4-0    | Wladimir Holodenko (4-0-1)      | Decyzja (jednogłośna)                | 3     | 5:00 | Brave CF 61                           | 06.08.2022 | Bonn             |                                                               |
| Wygrana | 3-0    | Yoon Sung Jang (1-0)            | Decyzja (jednogłośna)                | 3     | 5:00 | Brave CF 58                           | 30.04.2022 | Inczhon          |                                                               |
| Wygrana | 2-0    | Wawrzyniec Bartnik (6-1)        | Decyzja (jednogłośna)                | 3     | 5:00 | Brave CF 54                           | 25.09.2021 | Konin            |                                                               |
| Wygrana | 1-0    | Kuitty Begaj (1-0)              | Poddanie (duszenie trójkątne rękoma) | 1     | 4:59 | Brave CF 49: Super Fights             | 25.03.2021 | Arad             | Debiut w Brave CF.                                            |